# Camponotus texanus
Camponotus texanus är en myrart som beskrevs av Wheeler 1903. Camponotus texanus ingår i släktet hästmyror, och familjen myror. Inga underarter finns listade.

## Bildgalleri

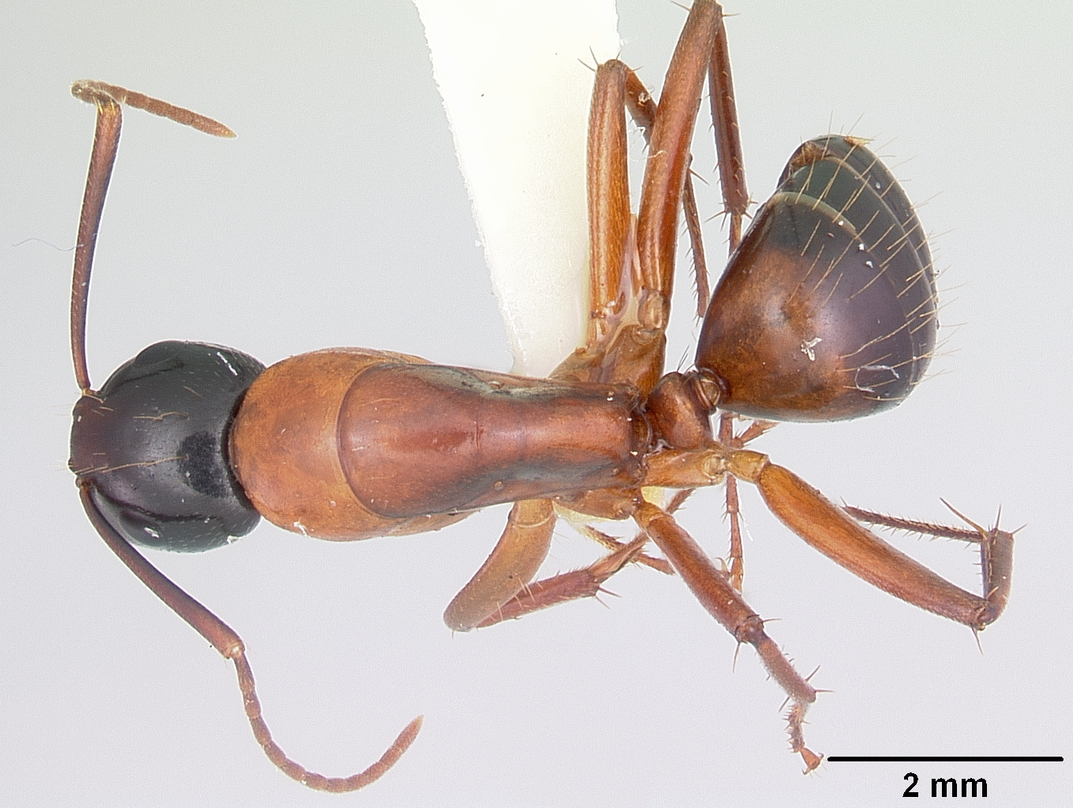
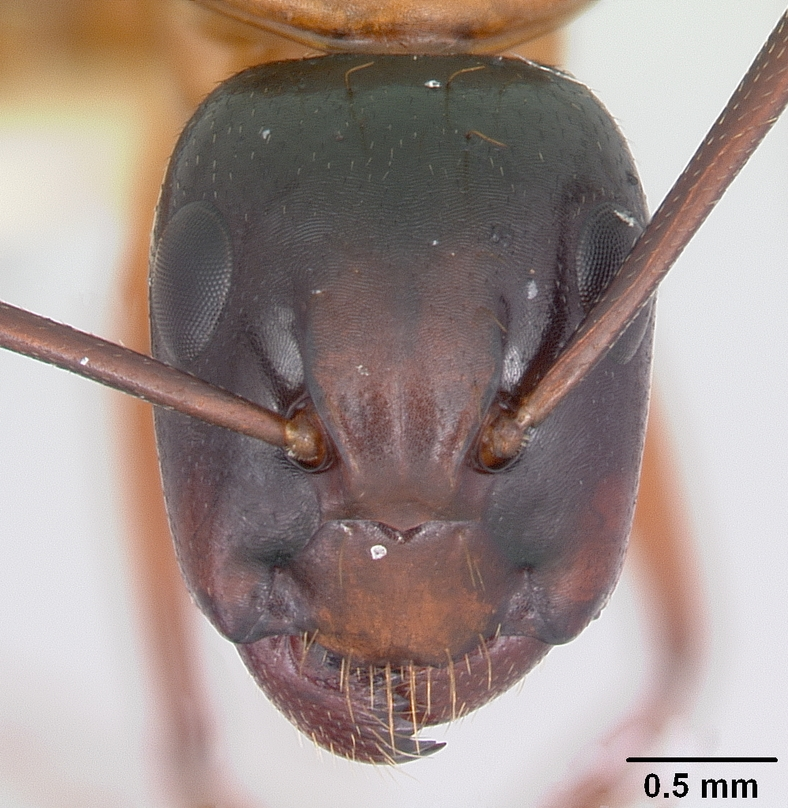
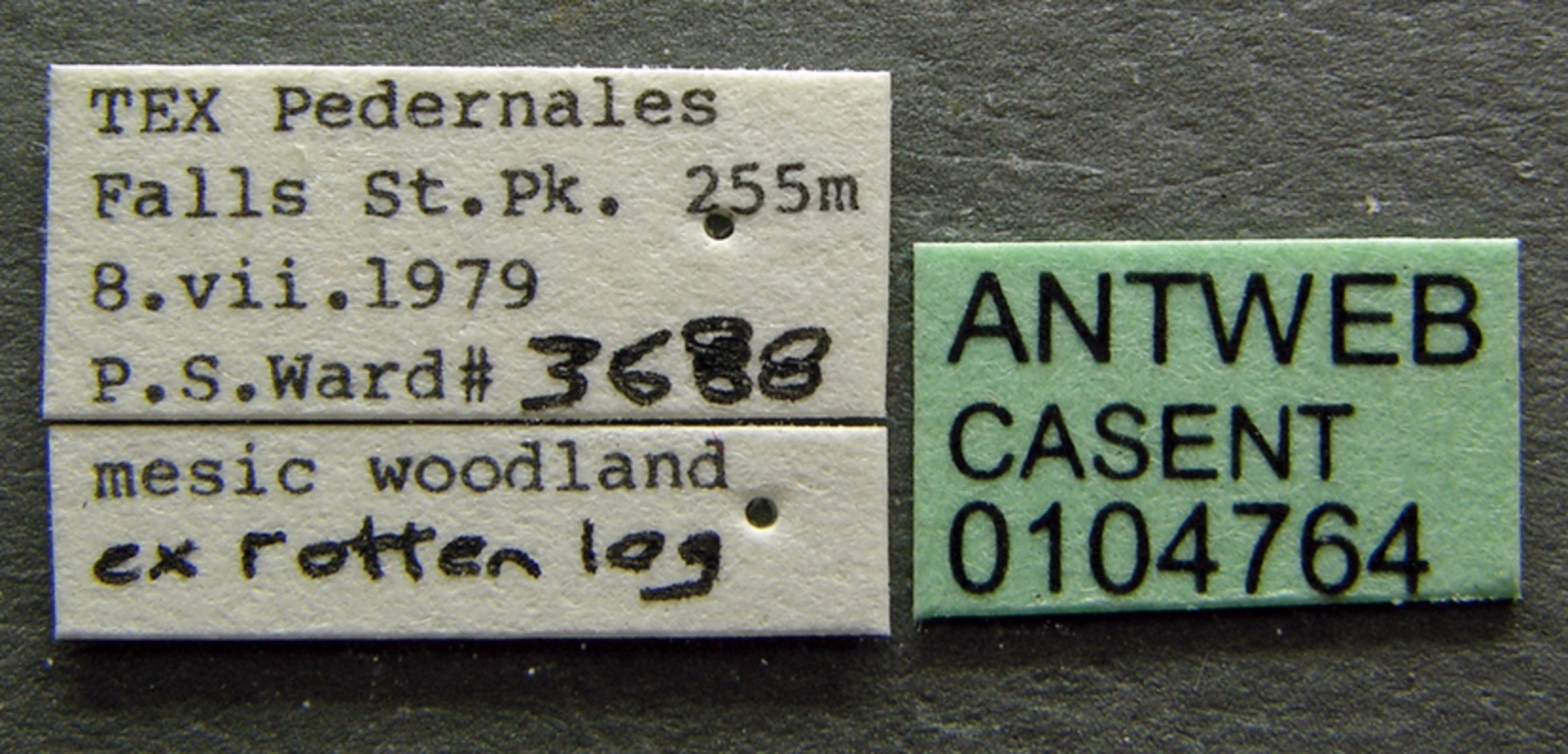
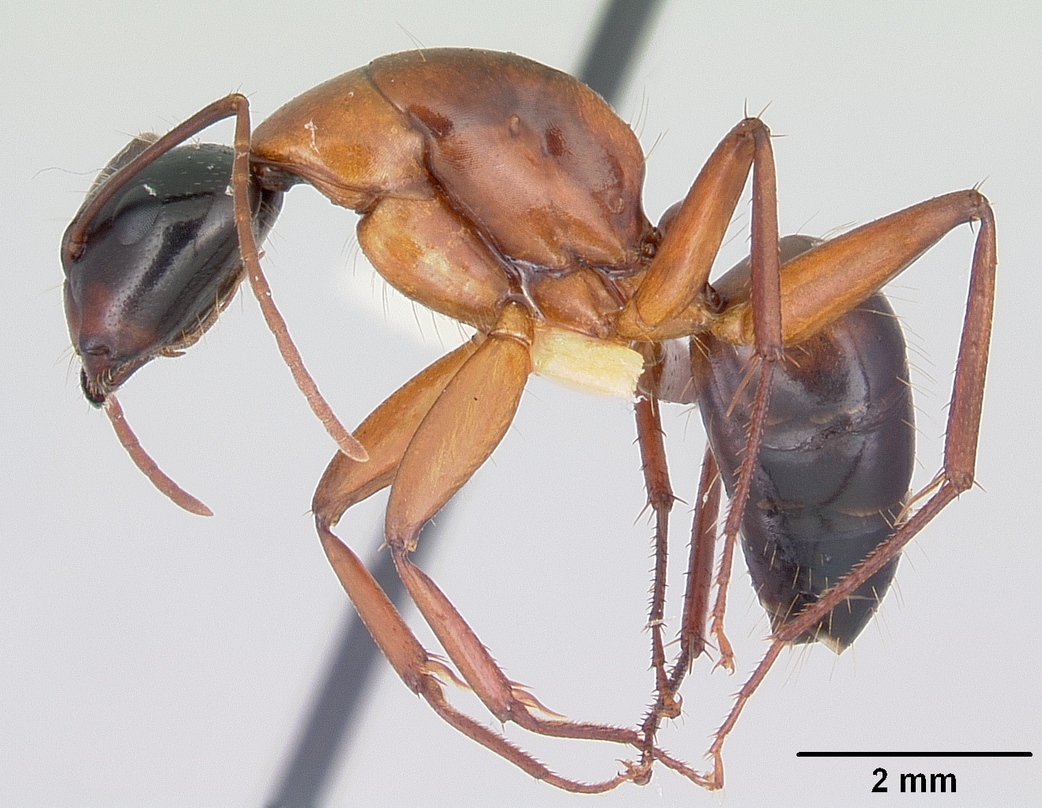